# سيرجي كامنسكي
سيرجي كامنسكي ((بالروسية: Сергей Игоревич Каменский)‏; ولد في 7 تشرين الأول 1987) هو رياضي روسي في الرماية.  تنافس في مسابقة الرجال 10 متر بندقية الهواء  في الألعاب الأوليمبية الصيفية عام 2016.

## روابط خارجية
- سيرجي كامنسكي على موقع الاتحاد الدولي (الإنجليزية)
- سيرجي كامنسكي على موقع أوليمبيديا (الإنجليزية)